# Chó sói nuôi
Chó sói đôi khi được nuôi với vai trò là những thú nuôi độc lạ và hiếm hơn là nuôi để chúng làm việc. Mặc dù có mối quan hệ mật thiết với những con chó nhà đã được thuần hóa, chó sói không dễ dạy bảo giống như những con chó nhà sống bên cạnh con người. Nhìn chung, cần phải nỗ lực nhiều hơn để có thể tin cậy chó sói cao bằng chó nhà đã thuần hóa. Chó sói cũng cần nhiều không gian hơn chó nhà, khoảng 25 đến 40 km² (10 đến 15 dặm vuông) để chúng có thể tự rèn luyện thể lực.

## Nuôi dưỡng
Chó sói con cần đưa đi nuôi dưỡng thường được tách khỏi mẹ chúng tốt nhất vào giai đoạn từ 14 ngày tuổi và không quá 21 ngày tuổi. Chó sói cần được huấn luyện nhiều hơn chó con, và thường sẽ ngừng việc tuân thủ huấn luyện vào lúc 19 ngày tuổi, trái ngược với những con chó nhà vẫn có thể được huấn luyện khi đã 16 tuần tuổi. Trong bốn tháng đầu tiên của cuộc đời, những con chó sói cần được cách ly khỏi những con chó trưởng thành, ngoại trừ một vài cuộc gặp ngắn mỗi tuần, để con người gây ảnh ảnh hưởng sâu sắc đến chúng. Chó sói con thường phát triển những bất thường về hành vi nếu được nuôi tách biệt, không chung sống với các cá thể khác cùng loài. Vì sữa sói chứa nhiều arginine hơn mức có thể tìm thấy trong các sản phẩm sữa thay thế cho chó con, nên cần bổ sung arginine khi cho chó sói con ăn trước tuổi cai sữa. Không bổ sung arginine có thể làm cho sói bị mắc bệnh cườm khô.